# 短序鹅掌柴
短序鹅掌柴（学名：Schefflera bodinieri）为五加科鹅掌柴属的植物，为中国的特有植物。分布于中国大陆的云南、广西、四川、贵州、湖北等地，生长于海拔400米至1,000米的地区，常生长在密林中，目前尚未由人工引种栽培。

## 别名
川黔鸭脚木（广西植物名录）

## 异名
- Schefflera compacta D. G. Frodin